# Gnidia kraussiana
Gnidia kraussiana är en tibastväxtart som beskrevs av Carl Daniel Friedrich Meisner. Gnidia kraussiana ingår i släktet Gnidia och familjen tibastväxter. Utöver nominatformen finns också underarten G. k. mollissima.